# Livres sacrés de l'Orient
Les Livres sacrés de l'Orient (Sacred Books of the East en anglais) sont un ensemble monumental de 50 volumes de traductions en anglais de textes religieux asiatiques, édités par le philologue orientaliste allemand Friedrich Max Müller aux Presses universitaires d’Oxford de 1879 à 1910.
Intégrant les textes sacrés essentiels de l’hindouisme, du bouddhisme, du taoïsme, du confucianisme, du zoroastrisme, du jaïnisme et de l’islam, tous ces ouvrages sont dans le domaine public aux États-Unis, et la plupart, voire la totalité, sont dans le domaine public dans de nombreux autres pays. Des versions électroniques des 50 volumes sont largement disponibles en ligne.
| Vol. | Religion      | Date | Traducteur                                                                                | Titre et contenu |
| ---- | ------------- | ---- | ----------------------------------------------------------------------------------------- | --- |
| 1    | Hindouisme    | 1879 | Max Müller                                                                                | The Upanishads, partie 1/2: - Khândogya Upanishad - Talavakâra or Kena-Upanishad - Aitareya-Âranyaka - Kaushîtaki-Brâhmana - Vâjasaneyi-Sâmhita Upanishad |
| 2    | Hindouisme    | 1879 | Georg Bühler                                                                              | The Sacred Laws of the Âryas (Dharmaśāstra), partie 1/2: - Âpastamba - Gautama - Vâsishtha - Baudhâyana |
| 3    | Confucianisme | 1879 | James Legge                                                                               | The Sacred Books of China, partie 1/6 – Textes du confucianisme: - The Shû King (Classic of History) - Book of Thang - Books of Yü - Books of Hsiâ - Books of Shang - Books of Kâu - Shih King, the Book of Odes (Classic of Poetry) - I. Odes of the Temple and the Altar - II. Minor Odes of the Kingdom - III. Major Odes of the Kingdom - IV. Lessons from the States - The Hsiâo King (Classic of Filial Piety) |
| 4    | Zoroastrisme  | 1880 | James Darmesteter                                                                         | Zend-Avesta, partie 1/3: - Vendîdâd |
| 5    | Zoroastrisme  | 1880 | E. W. West                                                                                | Textes pahlavi, partie 1/5: - Bundahis - selections of Zâd-sparam - Bahman Yast - Shâyast lâ-Shâyast |
| 6    | Islam         | 1880 | E. H. Palmer                                                                              | Coran partie 1/2 – chapitres I-XVI |
| 7    | Hindouisme    | 1880 | Julius Jolly                                                                              | The Institutes of Visnu. |
| 8    | Hindouisme    | 1882 | Kashinath Trimbak Telang                                                                  | Les Bhagavadgîtâ: - Sanatsugâtîya - Anugîtâ. |
| 9    | Islam         | 1880 | E. H. Palmer                                                                              | Coran, partie 2/2 – chapitres XVII-CXIV |
| 10   | Bouddhisme    | 1881 | Max Müller (Dhammapada from Pāli, Sutta-Nipata from Pāli)                                 | Dhammapada: a collection of verses Sutta-Nipâta: recueil de discours, ouvrage canonique bouddhiste. |
| 11   | Bouddhisme    | 1881 | T. W. Rhys Davids                                                                         | Buddhist Suttas: - Mahā-parinibbāṇa Suttanta - Dhamma-kakka-ppavattana Sutta - Tevigga Sutta'anta - Âkankheyya Sutta'a - Ketokhila Sutta'a - Mahâ-Sudassana Sutta'anta - Sabbâsava Sutta'a |
| 12   | Hindouisme    | 1882 | Julius Eggeling                                                                           | Satapatha Brahmana, partie 1/5: - Mâdhyandina Shakha I-II |
| 13   | Bouddhisme    | 1881 | T. W. Rhys Davids et Hermann Oldenberg                                                    | Textes vinayas, partie 1/3: - Pāṭimokkha - Mahâvagga, I–IV. |
| 14   | Hindouisme    | 1882 | Georg Bühler                                                                              | The Sacred Laws of the Âryas, partie 2/2: - Vâsishtha - Baudhâyana - Parisishta |
| 15   | Hindouisme    | 1884 | Max Müller                                                                                | Les Upanishads, partie 2/2: - Katha Upanishad - Mundaka Upanishad - Taittiriya Upanishad - Brhadaranyaka Upanishad - Svetasvatara Upanishad - Prasña Upanishad - Maitrayani Upanishad |
| 16   | Confucianisme | 1882 | James Legge                                                                               | The Sacred Books of China, partie 2/6 – textes du confucianisme: - Yi King (I Ching). |
| 17   | Bouddhisme    | 1882 | T. W. Rhys Davids et Hermann Oldenberg                                                    | textes vinaya, partie 2/3 - Mahavagga, V–X - Kullavagga, I–II |
| 18   | Zoroastrisme  | 1882 | E. W. West                                                                                | textes pahlavi, partie 2/5 - Dâdistân-î Dinik - Epistles of Mânûskîhar |
| 19   | Bouddhisme    | 1883 | Samuel Beal                                                                               | The Fo-sho-hing-tsan-king: a life of Buddha, by Ashvaghosha, Bodhisattva; translated from Sanskrit into Chinese by Dharmakṣema (A. D. 420). |
| 20   | Bouddhisme    | 1885 | T. W. Rhys Davids et Hermann Oldenberg                                                    | textes vinaya, partie 3/3: - Kullavagga, IV–XII. |
| 21   | Bouddhisme    | 1884 | H. Kern                                                                                   | The Saddharma-Pundarika or The Lotus of the True Law. |
| 22   | Jaïnisme      | 1884 | Hermann Jacobi from the Prâkrit                                                           | Jaina Sûtras, partie 1/2 - Âkârânga Sûtra - Kalpa sûtra |
| 23   | Zoroastrisme  | 1883 | James Darmesteter                                                                         | Zend-Avesta, partie 2/3: - Sîrôzahs - Yasts - Nyâyis |
| 24   | Zoroastrisme  | 1884 | E. W. West                                                                                | textes pahlavi, partie 3/5: - Dinai Mainög-i khirad - Sikand-Gümanik Vigar - Sad Dar |
| 25   | Hindouisme    | 1886 | Georg Bühler                                                                              | The Laws of Manu: with extracts from seven commentaries. |
| 26   | Hindouisme    | 1885 | Julius Eggeling                                                                           | Satapatha Brahmana, partie 2/5 - Mâdhyandina Shakha III–IV |
| 27   | Confucianisme | 1885 | James Legge                                                                               | The Sacred Books of China, partie 3/6 – the texts of Confucianisme: - The Lî Kî I (Book of Rites) |
| 28   | Confucianisme | 1885 | James Legge                                                                               | The Sacred Books of China, partie 4/6 – the texts of Confucianism: - The Lî Kî Ii (Book of Rites) |
| 29   | Hindouisme    | 1886 | Hermann Oldenberg                                                                         | Grihya-sutras, partie 1/2 – rules of Vedic domestic ceremonies: - Sankhyayana-Grihya-sutra - Āśvalāyana-Grihya-sutra - Paraskara-Grihya-sutra - Khadia-Grihya-sutra |
| 30   | Hindouisme    | 1892 | Hermann Oldenberg (Apstamba), Max Müller (Yajna)                                          | Grihya-sutras, partie 2/2 – rules of Vedic domestic ceremonies: - Gobhila - Hiranyakesin - Apastamba - Yajña Paribhashasutras |
| 31   | Zoroastrisme  | 1887 | Lawrence Heyworth Mills                                                                   | Zend-Avesta, partie 3/3: - Yasna - Visparad - Afrînagân - Gâhs - miscellaneous fragments |
| 32   | Hindouisme    | 1891 | Max Müller                                                                                | Vedic Hymns, partie 1/2 - Hymns to the Maruts - Hymns to Rudra - Hymns to Vâyu - Hymns to Vâta - Bibliographical list of the more important publications on the Rigveda |
| 33   | Hindouisme    | 1889 | Julius Jolly                                                                              | The Minor Law-Books: Brihaspati |
| 34   | Hindouisme    | 1890 | George Thibaut                                                                            | Vedanta-Sutras, partie 1/3 - Commentary by Sankaracharya, partie 1 of 2 - Adhyâya I–II (Pâda I–II). |
| 35   | Bouddhisme    | 1890 | T. W. Rhys Davids                                                                         | The Questions of King Milinda, partie 1/2 - Milindapañha |
| 36   | Bouddhisme    | 1894 | T. W. Rhys Davids                                                                         | The Questions of King Milinda, partie 2/2 - Milindapañha |
| 37   | Zoroastrisme  | 1892 | E. W. West                                                                                | textes pahlavi, partie 4/5 - Contents of the Nasks |
| 38   | Hindouisme    | 1896 | George Thibaut                                                                            | Vedanta-Sutras, partie 2/3 - Commentary by Sankaracharya, partie 2 of 2 - Adhyâya II (Pâda III–IV)–IV |
| 39   | Taoïsme       | 1891 | James Legge                                                                               | Texts of Taoism, partie 1/2 - Tâo Teh King (Tâo Te Ching) of Lâo Dze (Lao Tsu) - The Writings of Kwang-tze (Chuang-tse), I–XVII |
| 40   | Taoïsme       | 1891 | James Legge                                                                               | Texts of Taoism, partie 2/2 - The Writings of Kwang Tse, XVII–XXXIII - The Thâi-shang tractate of actions and their retributions - Other Taoist texts - the Index to vols. 39 and 40 |
| 41   | Hindouisme    | 1894 | Julius Eggeling                                                                           | Satapatha Brahmana, partie 3/5: - Mâdhyandina Shakha V–VII |
| 42   | Hindouisme    | 1897 | Maurice Bloomfield                                                                        | Hymns of the Atharvaveda, Together With Extracts From the Ritual Books and the Commentaries |
| 43   | Hindouisme    | 1897 | Julius Eggeling                                                                           | Satapatha Brahmana, partie 4/5: - Mâdhyandina Shakha VII, IX, X. |
| 44   | Hindouisme    | 1900 | Julius Eggeling                                                                           | Satapatha Brahmana, partie 5/5: - Mâdhyandina Shakha XI–XIV. |
| 45   | Jaïnisme      | 1895 | Hermann Jacobi (from Prâkrit)                                                             | Jaina Sûtras, partie 2 of 2: - Uttarâdhyayana Sûtra - Sûtrakritânga Sûtra |
| 46   | Hindouisme    | 1897 | Hermann Oldenberg                                                                         | Vedic Hymns, partie 2/2: - Hymns to Agni (Mandalas I–V) |
| 47   | Zoroastrisme  | 1897 | E. W. West                                                                                | textes pahlavi, partie 5/5: - Marvels of Zoroastrianism |
| 48   | Hindouisme    | 1904 | George Thibaut                                                                            | Vedanta-Sutras, partie 3/3, with the commentary of Râmânuja |
| 49   | Bouddhisme    | 1894 | Edward Byles Cowell (partie 1, from Sanskrit), Max Müller, et Takakusu Junjiro (Amitâyur) | Buddhist Mahâyâna Texts, partie 1/2: - Buddha-karita of Ashvaghosha Buddhist Mahâyâna Texts, partie 2/2: - Longer Sukhâvatî-vyûha - Shorter Sukhâvatî-vyûha - Vagrakkhedikâ - the longer Pragñâ-pâramitâ-hridaya-sûtra - the shorter Pragñâ-pâramitâ-hridaya-sûtra - Amitâyur dhyâna-sûtra |
| 50   | Index         | 1910 | Moriz Winternitz, with a preface by Arthur Anthony Macdonell                              | General index to the names and subject-matter of the Sacred Books of the East. |

## References
1. ↑  Müller, Max. [1879]. The Upanishads, Part 1.

## Versions en ligne
- « Sacred Books of the East », sur archive.org.
- « Sacred Books of the East », sur sacred-texts.com.
- « Sacred Books of the East », sur holybooks.com.